# Isapiactis obconica
Isapiactis obconica är en korallart som först beskrevs av McMurrich 1910.  Isapiactis obconica ingår i släktet Isapiactis och familjen Arachnactidae. Inga underarter finns listade i Catalogue of Life.